# Bajcsy-Zsilinszky út
Bajcsy-Zsilinszky út est une voie structurante du centre-ville de Budapest, située dans le prolongement de Váci út, reliant le Nagykörút à Deák Ferenc tér,.
On y trouve notamment l'immeuble Eiffel et l'arrière de la Basilique Saint-Étienne de Pest.